# Mathias Herrmann
Mathias Herrmann (* 16. Juli 1962 in Friedberg) ist ein deutscher Schauspieler.

## Leben
Der Sohn einer Buchhändlerfamilie absolvierte nach dem Abitur von 1983 bis 1987 eine Schauspielausbildung an der Otto-Falckenberg-Schule in München. Bereits während des Studiums stand er auf der Bühne der Münchner Kammerspiele. Theaterengagements in Freiburg, Dortmund, Bremen, Bonn, Mannheim, Basel und Düsseldorf folgten.
Sein Filmdebüt gab er 1987 in dem Überraschungserfolg Das Mädchen mit den Feuerzeugen von Ralf Huettner. Internationale Aufmerksamkeit zog Mathias Herrmann 1995 mit einer Hauptrolle in De Partizanen (Regie: Theu Boermans), einem niederländischen Weltkriegsdrama, das zahlreiche Auszeichnungen erhielt und für einen Emmy nominiert war, auf sich. Sein Durchbruch im deutschen Fernsehen gelang ihm mit der Rolle des Rechtsanwalts Dr. Johannes Voss in der ZDF-Krimiserie Ein Fall für zwei (1997–2000, Episoden 149–182) Es folgten zahlreiche Hauptrollen in erfolgreichen und preisgekrönten deutschen Fernsehspielen, u. a. Grimme-Preis für Das Phantom von Dennis Gansel. Im Kino war Herrmann auch in John Rabe zu sehen. Der von Oscarpreisträger Florian Gallenberger inszenierte Film wurde 2009 mit vier Deutschen Filmpreisen ausgezeichnet, u. a. als Bester Film. 2012 startete Die Abenteuer des Huck Finn unter der Regie von Grimmepreisträgerin Hermine Huntgeburth. In Florian Gallenbergers Komödie Grüner wird’s nicht, sagte der Gärtner und flog davon ist er ebenso zu sehen.
Von März bis September 2015 war er als Oberstaatsanwalt Dr. Thomas Sander in Alarm für Cobra 11 – Die Autobahnpolizei zu sehen, wo er bereits 2006 in einer anderen Rolle einen Gastauftritt hatte.
Mathias Herrmann ist außerdem Sprecher für Hörbücher und Lesungen und Mitglied der Deutschen Akademie für Fernsehen.
Mathias Herrmann lebt in Heidelberg, ist verheiratet mit der Schauspielerin Nicole Averkamp (Mutter der Regisseurin Sophie Averkamp) und hat drei Kinder. Sein Bruder ist der Filmproduzent und -verleiher Benjamin Herrmann.

## Filmografie (Auswahl)
- 1987: Das Mädchen mit den Feuerzeugen
- 1987: Malwa
- 1987: Tatort – Spiel mit dem Feuer
- 1990: Der Erfolg ihres Lebens
- 1992: Ich bin. Du bist. Er ist.
- 1992: Die Wahrheit über die Stasi
- 1995: De Partizanen
- 1997: Die Unzertrennlichen
- 1997: Tatort – Schlüssel zum Mord
- 1997–2000: Ein Fall für zwei (Fernsehserie, 35 Folgen)
- 1999: Biikenbrennen – Der Fluch des Meeres
- 1999: E-M@il an Gott
- 2000: Das Phantom
- 2001: Thomas (Tommaso) (Fernsehfilm)
- 2001: Verliebte Jungs (Fernsehfilm)
- 2001: Sperling – Sperling und das letzte Tabu
- 2002: Ein starkes Team – Träume und Lügen
- 2002: Drei Frauen, ein Plan und die ganz große Kohle
- 2002: Messerscharf
- 2002: Das Babykomplott
- 2002: Das falsche Opfer
- 2002: Der Unbestechliche
- 2003: Tatort – Der schwarze Troll
- 2003: Edel und Starck – Mit Herz und Verstand
- 2003: Das falsche Opfer
- 2003–2004, 2019: Familie Dr. Kleist
- 2004: SOKO Kitzbühel – Eiskalt
- 2005: Tatort – Feuertaufe
- 2005: Merry Christmas
- 2006: Rosamunde Pilcher – Land der Sehnsucht
- 2006: Alarm für Cobra 11 – Die Autobahnpolizei (Fernsehserie) (eine Folge)
- 2006: Im Tal der wilden Rosen: Bis ans Ende der Welt
- 2006: Die Spezialisten: Kripo Rhein-Main – Susannes Suche
- 2006–2009: Unsere Farm in Irland
- 2007: Die Pfefferkörner
- 2007: Rosamunde Pilcher – Nebel über Schloss Kilrush
- 2007: Das Traumschiff – Rio
- 2008: Kommissarin Lucas – Vergessen und Vergeben
- 2008: Tatort – Borowski und die einsamen Herzen
- 2008: Kreuzfahrt ins Glück – Hochzeitsreise nach Chile
- 2009: SOKO 5113 – Der Fluch der bösen Tat
- 2009: In Boston liebt man doppelt
- 2009: John Rabe
- 2010: Pius XII.
- 2010: Kommissarin Lucas – Aus der Bahn
- 2010: Großstadtrevier
- 2011: Neue Chance zum Glück
- 2011: Engel der Gerechtigkeit
- 2011: Das Traumschiff – Kambodscha
- 2012: Die Nonne und der Kommissar – Verflucht
- 2012: Marie Brand und das Lied von Tod und Liebe
- 2012: Die Abenteuer des Huck Finn
- 2013: Notruf Hafenkante – La Paloma
- 2013–2014: In aller Freundschaft
- 2014: SOKO Leipzig – Kleine Geheimnisse
- 2014: Hubert und Staller – Nachhilfe in Sachen Mord
- 2015: Alarm für Cobra 11 – Die Autobahnpolizei (neun Folgen)
- 2016: Dolores
- 2017: Pickel am Arsch
- 2018: Grüner wird’s nicht, sagte der Gärtner und flog davon
- 2019: Wilsberg – Minus 196°
- 2019: Lena Lorenz – Geschwisterliebe
- seit 2018: Daheim in den Bergen
  - 2018: Schuld und Vergebung
  - 2019: Schwesternliebe
  - 2020: Auf neuen Wegen
  - 2021: Brüder
- 2019: Das Traumschiff – Antigua
- 2019: Limbo
- 2020: Der Staatsanwalt – Todgeweiht
- 2020: Der Überläufer
- 2020: In aller Freundschaft – Die jungen Ärzte – Der Neue
- 2020: WaPo Bodensee – Mord um sieben

## Hörbücher
- 2007: Schule der Lügen von Wolfram Fleischhauer
- 2007: Das Café am Rande der Welt von John Strelecky
- 2008: Eine kurze Geschichte vom Glück von Thommie Bayer
- 2008: Kalendergeschichten von Johann Peter Hebel
- 2011: Die Inderin – Das Taschenhörbuch von Wolfram Fleischhauer
- 2018: Die schönsten Balladen von Johann Wolfgang von Goethe, Friedrich Schiller, Theodor Fontane, Heinrich Heine, Bertolt Brecht, Erich Kästner u. a.